# Äänekoski

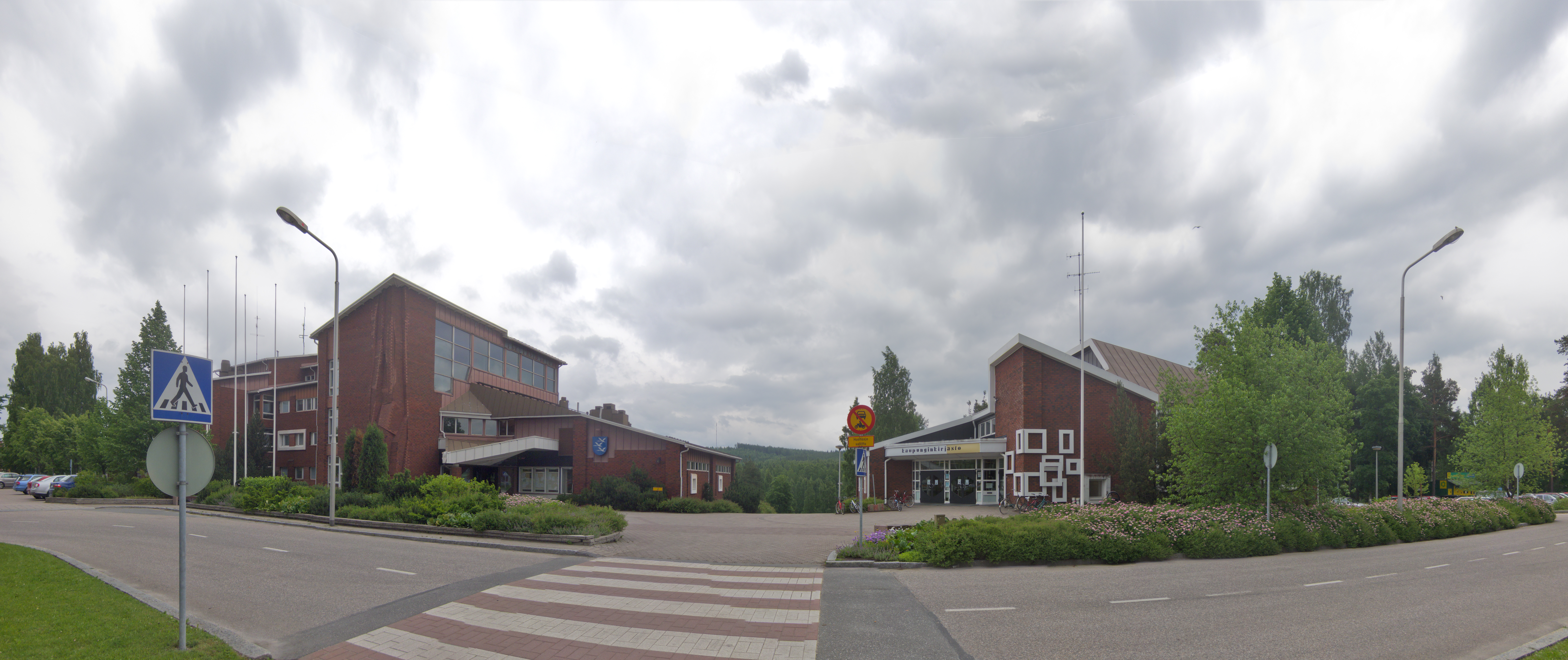
Ajuntament i biblioteca

Äänekoski és una ciutat al centre de Finlàndia a la riba sud del llac Keitele. Té una població de 20.311 habitants i una extensió de 1138,38 km², dels quals 253,84 km² són d'aigua.

## Ciutats agermanades
- Örnsköldsvik, Suècia
- Brande, Dinamarca
- Sigdal, Noruega
- Alushta, Ucraïna
- Borovichi, Rússia
- Sestroretsk, Rússia